# ليزلي جوزيف هووكر
ليزلي جوزيف هووكر (بالإنجليزية: Leslie Joseph Hooker)‏ هو سمسار العقارات وشخصية أعمال أسترالي، ولد في 18 أغسطس 1903 في Canterbury, New South Wales ‏ في أستراليا، وتوفي في 29 أبريل 1976 في Darlinghurst ‏ في أستراليا.